# 意図的再植術
意図的再植術（いとてきさいしょくじゅつ、英語: Intentional replantation surgery）
口腔外科手術の一つ、一旦抜歯したのち再び抜歯窩に歯根をもどすものである。歯根端切除術が行えない大臼歯部や破折歯、齲窩が大きく抜歯しなければならないが、歯根長が十分あるものなどが対象となる。
インプラントの登場により早い段階で抜歯を行うケースが増えているが、意図的再植術により歯を残せる場合も多い。近年インプラントの問題点なども報道されており、歯を残す選択肢として歯根端切除術や意図的再植術があることは大きな意義がある。

## 問題点
- 短期的には抜歯の際に歯根が破折してしまうことがある（破折の仕方によっては再植できない）。また感染を起こし歯根が早期に脱落してしまうことがある。
- 長期的には再植歯は骨性癒着を起こす場合が多い。理由として歯根は歯根膜に覆われているが、抜歯の際歯根膜が損傷してしまうことが多く結果として意図的再植術を行った歯は数年後、骨性癒着を起こす場合がある。

上記のように問題点もあるが本来抜歯となる歯の寿命を数年でも延ばせるメリットは大きい。